# قائمة بمواضيع المنطق الرياضي
هذه قائمة بمواضيع المنطق الرياضي، ويمكنك أيضاً التوجه إلى قائمة المواضيع المنطقية.

## العمل التأسيسي
- بديهيات بيانو
- جوزيبه بيانو
- استقراء رياضي
- تعريف الشيء بنفسه
- نظرية المجموعات المبسطة
- عنصر (رياضيات)
- مجموعة أحادية
- مجموعة خالية
- دالة
- مجموعة غير خالية
- نظام شكلي
- جبر بولياني
- برنامج هيلبرت
- لغة شكلية
- اتساق
- برهان الخلف
- طوطولوجيا
- البرهان المباشر
- برهان رياضي
- أسس الرياضيات
- مجتمع (رياضيات)
- استقراء بنيوي
- النظرية البسيطة في المجموعات الجبرية
- المجموعات الجبرية
- مجموعة القوى
- البرهنة بالتوسع
- البرهان الضمني
- البرهان غير الضمني
- البرهان المتواصل
- أصل الرياضيات
- العدد الحقيقي المعرف
- المنطق المصنف
- المنطق الجبري

## نظريات النماذج
- عدد حقيقي فائق
- نظرية المجموعات
- نظرية النموذج المحدود
- نظرية التعقيد الوصفي
- فحص النماذج
- نظرية تراختنبروت
- نظرية النموذج المحوسب
- مشكلة دالة الأسية لطارسكي
- معضلة غير قابلة للقرار
- نظرية النموذج المؤسسي
- تحليل غير قياسي
- حساب التفاضل والتكامل غير المعياري
- مبدأ النقل
- زيادة السكان
- حساب التفاضل والتكامل الأولي: نهج متناهي الصغر
- نقد التحليل غير القياسي
- دالة جزء القياسية
- نموذج ذو قيمة منطقية
- دلالات كريبك
- الإطار العام
- منطق الترتيب الأول
- منطق متعدد الفرز
- نظرية غودل الكاملة
- طريقة ذهاب وإياب
- المجموعة المعرفة
- العناصر التخيلية
- هندسة زاريسكي

## نظرية المجموعات
- مجموعات جبرية
- رقم ألف
- رقم بيث
- العدد الأصلي
- رقم هارتوغز
- الضرب الديكارتي
- مجموعة اللانهاية بوريل
- الحتمية
- مجموعة ضبابية
- مفارقة راسل
- حقل مغلق بشكل تفاضلي
- سلسلة تنازلية لانهائية
- اتحاد (نظرية المجموعات)
- صفر حاد
- الشجرة (نظرية المجموعات)
- نظريات بسيطة في المجموعات الجبرية
- نظرية زورميلو للمجموعات
- نظرية نايف للمجموعات
- نظرية المجموعات البديلة
- الحد الترتيبي

## وصف نظرية المجموعات
- التسلسل الهرمي التحليلي

## الأساسيات الكبرى
- أساسيات رامزي
- أساسيات إيردوس
- الأساسيات الواسعة
- أساسيات قابلة للتوسع
- أساسيات لا يمكن الوصول إليها
- أساسيات قابلة للقياس
- المجال إلى المجال
- أستسيات قوية
- أساسيات فائقة القوة
- أساسيات شيله
- أساسيات فصيحة
- أساسيات غير قابلة للطي
- أساسيات لا توصف

## نظرية الاستدعاء الذاتي
- مسألة القرار (رياضيات)
- استدعاء ذاتي
- خوارزمية
- العدد الصحيح القابل للتعريف
- حسابات اللامدا
- معضلة غير قابلة للقرار
- برهان طبيعي
- ستيفن كول كلين
- إيميل ليون
- هاسكل كوري
- آلان تورنغ
- ألونزو تشرتش
- التسلسل الهرمي كثيرة الحدود
- مبرهنة كوك وليفين
- بريسبرغر حساب
- النتائج الفعالة في نظرية الأعداد
- خوارزمية ماركوف
- آلة تورنغ
- درجة تورنغ
- مجموعة دوفيننت
- نظرية رايس
- نظرية بوست
- التسلسل الهرمي الحصري
- آلة أوراكل
- نظرية هرمية الزمن
- درجة التعقيد

## نظرية البرهان
- ماوراء الرياضيات
- حساب التفاضل والتكامل
- نظرية القضاء على قص
- منطق قابل للبرهان
- متسلسل
- نظرية مثبتة ذاتيا
- برهان تحليلي
- القاعدة الهيكلية
- المنطق الخطي
- المنطق النسيب
- المنطق الصارم
- المنطق القريب
- جيرهارد جنتسن
- برهان جنتسن المتواصل
- قانون الاستنتاج

## البنيوية الرياضية
- حسابات اللامدا
- لويتزن براور
- برهان البناء
- نظرية النمط
- نظرية الوجود
- منطق حدسي
- مربع لمدا
- ضد اللانهاية
- فائق ضد اللانهاية
- النظام f

## منطق مشروط
- الجبر الداخلي
- دلالات كريبك
- صيغة سالحقفست

## نظريات مبرهنة
- بيان المطلوب إثباته
- نظام ميزار
- نظام البرهان المتفاعل
- رعب (نظرية برهان)
- نظرية المفارقة للبرهنة
- بروفر 9
- حل (منطق)
- نظرية البرهان التلقائية
- منطق الترتيب الأعلى

## نظام الاكتشاف
- رياضيات أوتوماتيكية
- يوريسكو

## تاريخياً
- برداشت
- نظم المنطق القائم على الترتيبية- آلان تورنغ